# Rozekeeltangare
De rozekeeltangare (Piranga roseogularis) is een zangvogel uit de familie Cardinalidae (kardinaalachtigen).

## Verspreiding en leefgebied
Deze soort telt 3 ondersoorten:
- P. r. roseogularis: noordelijk Yucatán (zuidoostelijk Mexico).
- P. r. tincta: centraal en zuidelijk Yucatán (zuidoostelijk Mexico), Belize en noordelijk Guatemala.
- P. r. cozumelae: Isla Mujeres en Cozumel (nabij zuidoostelijk Mexico).